# Jag var en vinnare
Jag var en vinnare är en svensk kort dokumentärfilm från 2016 i regi av Jonas Odell. Den består av animerade intervjuer med tre personer som berättar om sina erfarenheter av datorspelsberoende. Speltiden är 14 minuter.

## Utgivning
Filmen hade premiär 31 januari 2016 vid Göteborgs filmfestival där den tävlade om Startsladden. Den visades bland annat vid Tribeca Film Festival samma år. Den släpptes på svenska biografer 27 april 2016 genom Folkets Bio.